# Эндостатин

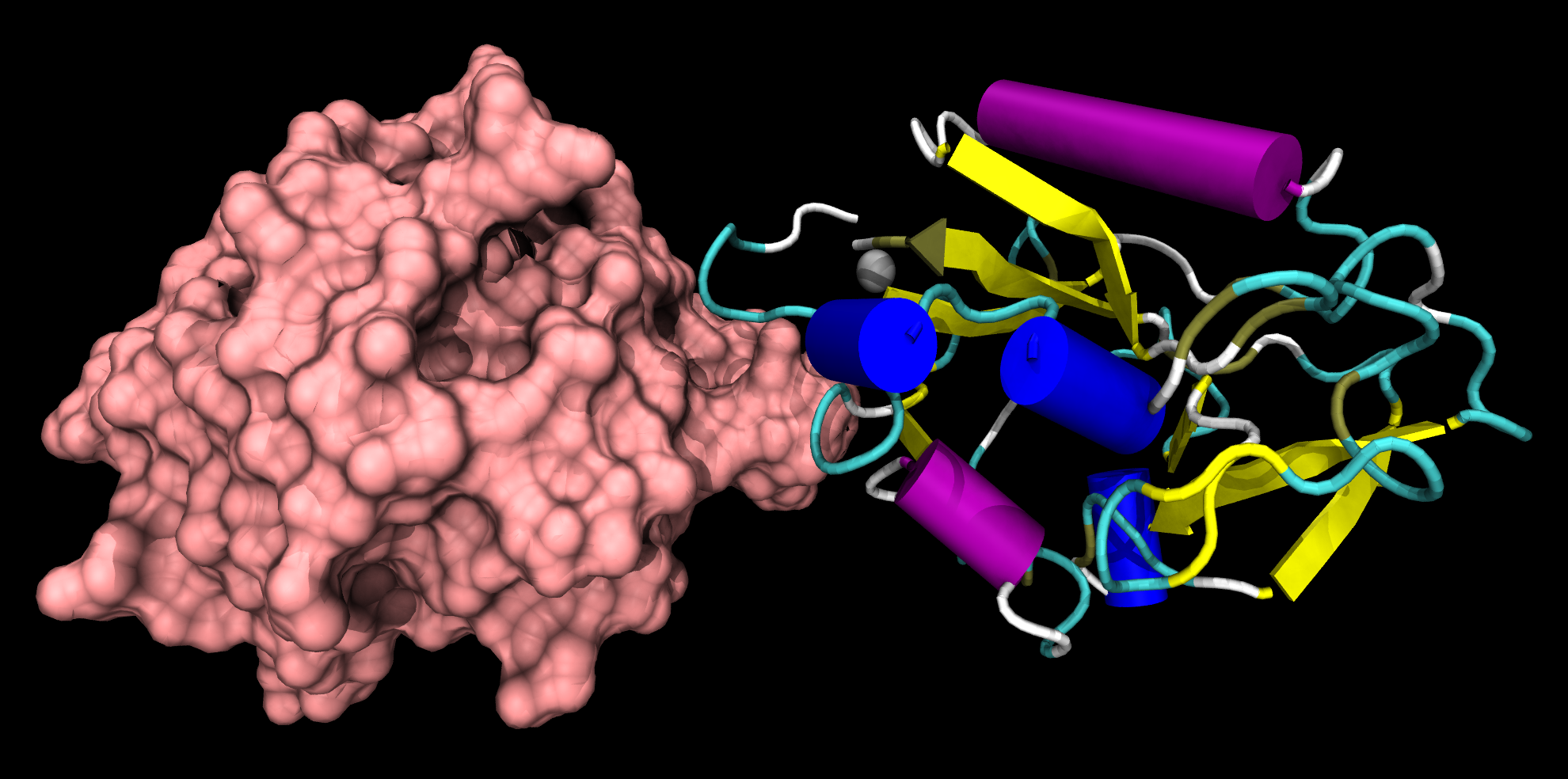

Эндостатин — C-терминальный фрагмент коллагена типа XVIII, имеющий вес 20 kDa и способный сдерживать ангиогенез. Исследуется в качестве возможного средства борьбы с раковыми опухолями. Каждая молекула эндостатина содержит один атом цинка.
Эндостатин был открыт в 1997 году Майклом О’Рэйли с соратниками, тремя годами ранее открывшими другой сдерживающий ангиогенез белок, ангиостатин.
Показано, что антиангиогенные и антиопухолевые эффекты эндостатина зависят от его связывания с нуклеолином.